# یواس‌اس آر-۱۴ (اس‌اس-۹۱)
یواس‌اس آر-۱۴ (اس‌اس-۹۱) (به انگلیسی: USS R-14 (SS-91)) یک زیردریایی بود که طول آن ۱۸۶ فوت ۲ اینچ (۵۶٫۷۴ متر) بود. این زیردریایی در سال ۱۹۱۹ ساخته شد.